# كزهر اللوز أو أبعد
كزهر اللوز أو أبعد، مجموعة شعرية من مؤلفات الشاعر العربي الفلسطيني محمود درويش، صدرت في عام 2005، عن رياض الريس للكتب والنشر في بيروت، لبنان.